# سولگینسکی
سولگینسکی (به لاتین: Solginsky) یک منطقهٔ مسکونی در روسیه است که در استان آرخانگلسک واقع شده‌است.